# Igrzyska Ameryki Południowej

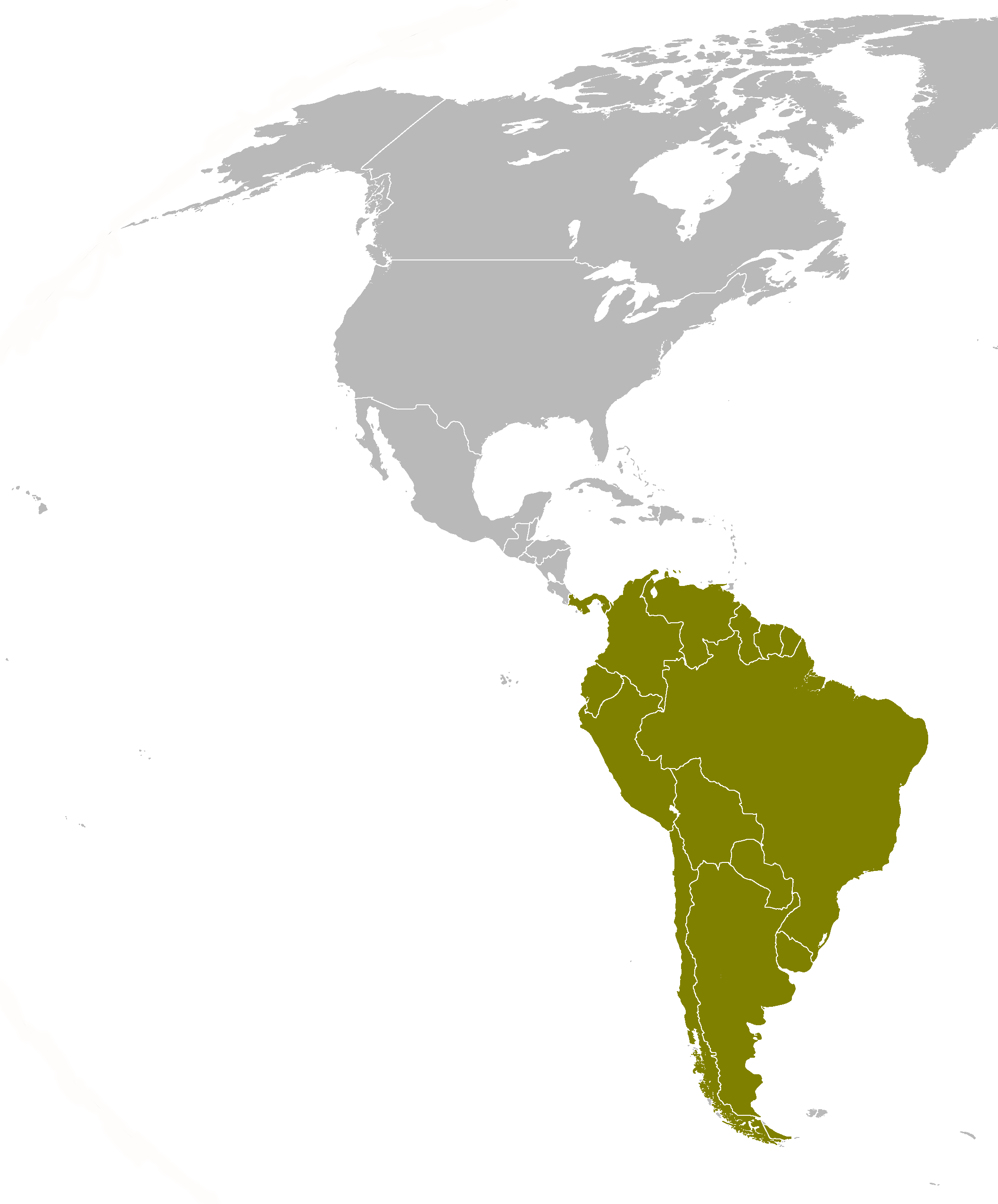
Kraje startujące na igrzyskach Ameryki Południowej

Igrzyska Ameryki Południowej, ang. South American Games, hiszp. Juegos Sudamericanos – zawody sportowe rozgrywane co cztery lata (zazwyczaj w środkowym roku między letnimi igrzyskami olimpijskimi), w których starują sportowcy z krajów Ameryki Południowej.
Igrzyska są rozgrywane w wielu dyscyplinach sportowych. Ich organizacja i przebieg są nadzorowane przez Organizację Sportową Ameryki Południowej (ODESUR, hiszp. Organización Deportiva Sudamericana).
Pierwsza edycja igrzysk odbyła się w 1978 w boliwijskim La Paz.

## Dotychczasowe edycje
| Edycja | Rok  | Gospodarz                                   | Data                          | Reprezentacje | Dyscypliny |
| ------ | ---- | ------------------------------------------- | ----------------------------- | ------------- | ---------- |
| I      | 1978 | La Paz                                      | 3–12 listopada 1978           | 8             | 16         |
| II     | 1982 | Rosario                                     | 26 listopada – 5 grudnia 1982 | 10            | 19         |
| III    | 1986 | Santiago                                    | 28 listopada – 8 grudnia 1986 | 10            | 17         |
| IV     | 1990 | Lima                                        | 1–10 grudnia 1990             | 10            | 16         |
| V      | 1994 | Valencia                                    | 19–28 listopada 1994          | 14            | 19         |
| VI     | 1998 | Cuenca                                      | 21–31 października 1998       | 14            | 24         |
| VII    | 2002 | São Paulo, Rio de Janeiro, Kurytyba & Belém | 1–11 sierpnia 2002            | 13            | 24         |
| VIII   | 2006 | Buenos Aires                                | 9–19 listopada 2006           | 15            | 28         |
| IX     | 2010 | Medellín                                    | 19–30 marca 2010              | 15            | 31         |
| X      | 2014 | Santiago                                    | 7–18 marca 2014               | 14            | 33         |
| XI     | 2018 | Cochabamba                                  | 26 maja – 8 czerwca 2018      | 14            | 35         |
| XII    | 2022 | Asunción                                    | 1–15 października 2022        | 15            | 34         |

## Poszczególne dyscypliny
| Rok                                                         |
| ----------------------------------------------------------- |
| 1978 1982 1986 1990 1994 1998 2002 2006 2010 2014 2018 2022 |

## Zbiorcza tabela medalowa
Po igrzyskach w 2014
| Miejsce | Reprezentacja       | Złoto | Srebro | Brąz | Razem |
| ------- | ------------------- | ----- | ------ | ---- | ----- |
| 1.      | Argentyna           | 888   | 758    | 710  | 2366  |
| 2.      | Brazylia            | 759   | 612    | 574  | 1945  |
| 3.      | Wenezuela           | 539   | 450    | 508  | 1497  |
| 4.      | Kolumbia            | 462   | 398    | 393  | 1253  |
| 5.      | Chile               | 343   | 473    | 526  | 1342  |
| 6.      | Peru                | 177   | 255    | 339  | 771   |
| 7.      | Ekwador             | 177   | 249    | 356  | 782   |
| 8.      | Urugwaj             | 66    | 109    | 134  | 309   |
| 9.      | Boliwia             | 31    | 69     | 145  | 245   |
| 10.     | Paragwaj            | 16    | 39     | 49   | 104   |
| 11.     | Panama              | 15    | 17     | 32   | 64    |
| 12.     | Surinam             | 8     | 3      | 15   | 26    |
| 13.     | Antyle Holenderskie | 7     | 7      | 17   | 31    |
| 14.     | Gujana              | 2     | 3      | 9    | 14    |
| 15.     | Aruba               | 0     | 2      | 14   | 16    |
| Razem   | Razem               | 3489  | 3444   | 3832 | 10765 |